# Belleville-en-Beaujolais
Belleville-en-Beaujolais is een gemeente in het Franse departement Rhône (regio Auvergne-Rhône-Alpes). De gemeente maakt deel uit van het arrondissement Villefranche-sur-Saône. Belleville-en-Beaujolais telde op 1 januari 2022 13.767 inwoners.

## Geschiedenis
In de Gallo-Romeinse periode lag de nederzetting Lunna op het grondgebied van de gemeente.
In de 12e eeuw kreeg Belleville van Humbert III van Beaujeu een stadscharter. Hij liet ook een stadsmuur bouwen en er kwam een augustijner priorij in de stad. In 1164 werd die priorij een abdij. De kerk Notre-Dame van Belleville, de abdijkerk, was klaar in 1179 en de heren van Beaujeu kozen deze kerk als hun grafkerk. Belleville had een belangrijke rivierhaven op de Saône waar hout, graan, olie en wijn werden verscheept.
Na een bloeitijd tijdens de middeleeuwen kende de stad vanaf de 16e eeuw moeilijker tijden door epidemieën en oorlogsgeweld tijdens de godsdienstoorlogen.
Door de komst van de spoorweg in de 19e eeuw verloor de rivierhaven van Belleville aan belang en het zwaartepunt van de gemeente verplaatste zich van het oosten aan de rivier naar het westen rond het treinstation. Naast wijnhuizen kwamen er ook fabrieken in de gemeente.
De fusiegemeente Belleville-en-Beaujolais ontstond op 1 januari 2019 uit de voormalige gemeenten Belleville (in het zuiden) en Saint-Jean-d'Ardières (in het noorden).

## Geografie
De oppervlakte van Belleville-en-Beaujolais bedroeg op 1 januari 2022 22,86 vierkante kilometer; de bevolkingsdichtheid was toen 602,2 inwoners per km².
Hoofdplaats van de gemeente is Belleville. Belleville-en-Beaujolais is ook de hoofdplaats van het kanton Belleville-en-Beaujolais. Belleville-en-Beaujolais grenst aan Cercié, Charentay, Corcelles-en-Beaujolais, Dracé, Guéreins, Montmerle-sur-Saône, Saint-Georges-de-Reneins, Saint-Lager, Taponas en Villié-Morgon. De gemeente ligt aan de rivier de Saône; de Ardières stroomt door de gemeente.
De autosnelweg A6 loopt door de gemeente.
De onderstaande kaart toont de ligging van Belleville-en-Beaujolais met de belangrijkste infrastructuur en aangrenzende gemeenten.

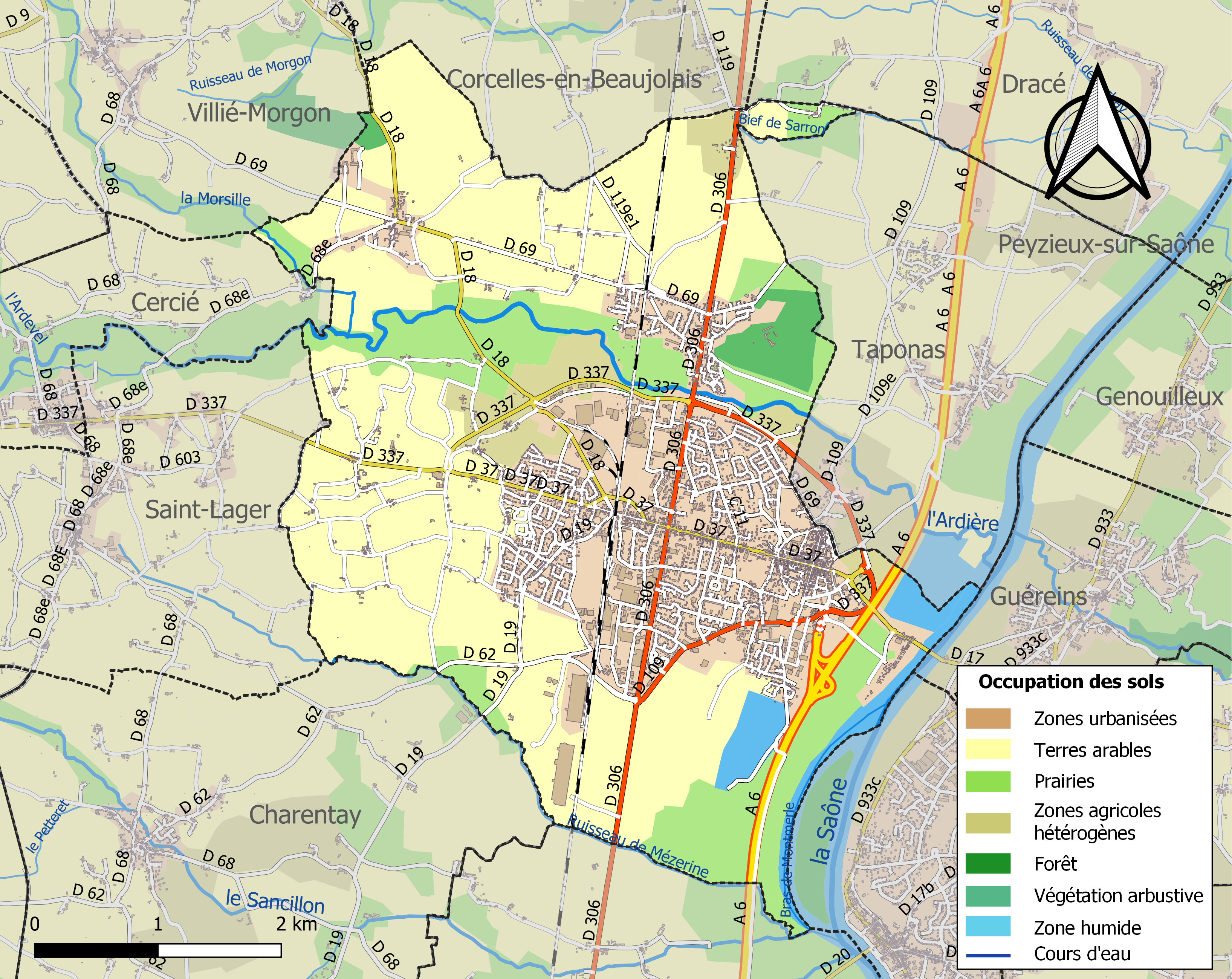

## Bezienswaardigheden
- Kerk Notre-Dame, voormalige abdijkerk gebouwd tussen 1168 en 1179[3]
- Hôtel-Dieu (18e eeuw), voormalig armenhuis / ziekenhuis
- Usine Roux, voormalige fabriek voor houtverwerking, opgericht eind 19e eeuw en gesloten in 1970

## Sport
Belleville-en-Beaujolais was één keer etappeplaats in wielerkoers Ronde van Frankrijk. Op 13 juli 2023 won de Spanjaar Ion Izagirre de  rit naar Belleville-en-Beaujolais.

## Geboren
- Francis Popy (1874-1929), componist
- Gabriel Voisin (1880-1973), pionier in de luchtvaart